# Hyrule Warriors
Pour les articles homonymes, voir HWL.
Hyrule Warriors (ゼルダ無双, Zeruda musō, littéralement « Zelda inégalée ») (en anglais : [haɪˈɹuːl ˈwɑɹiəz]) est un jeu vidéo de type hack 'n' slash développé par Omega Force et Team Ninja, édité par Nintendo sur Wii U en 2014, sur Nintendo 3DS en 2016 et la version regroupant tous les DLC payants des versions précédentes, sur Nintendo Switch en 2018. Il s’agit d’un crossover entre les séries de jeux vidéo The Legend of Zelda et Dynasty Warriors.
Un portage nommé Hyrule Warriors Legends ou HWL (ゼルダ無双 ハイラルオールスターズ, Zeruda musō Hairaru ōru sutāzu, littéralement « Zelda inégalée Hyrule All-Stars ») sort en 2016 sur Nintendo 3DS. Un autre portage du jeu sur Nintendo Switch, sous le nom Hyrule Warriors: Definitive Edition (ゼルダ無双 ハイラルオールスターズ DX, Zeruda musō Hairaru ōru sutāzu DX, littéralement « Zelda inégalée Hyrule All-Stars DX »), est paru le 18 mai 2018.
Un second opus intitulé Hyrule Warriors : L'Ère du Fléau, se déroulant 100 ans avant les événements de Breath of the Wild, est sorti le 20 novembre 2020 sur Nintendo Switch.

## Trame
L'histoire du jeu se déroule dans un royaume d'Hyrule distinct de ceux rencontrés dans les jeux principaux de la série.

### Histoire principale:Hyrule Warriors
Il y a longtemps, le roi démon Ganondorf fut vaincu par une réincarnation du Héros légendaire et son âme fut brisée en quatre fragments. Trois d'entre eux furent scellés à travers le temps et l'espace, tandis que le dernier fut scellé par l'épée de légende. Même dans cet état, Ganondorf fomenta sa résurrection, dans le but de conquérir Hyrule une fois de plus. La sorcière Cya, gardienne de l'équilibre de la Triforce, fascinée par l'esprit du Héros légendaire, fut influencée par Ganondorf, au point de perdre toute part de lumière en elle. Cya ouvrit la porte des âmes, rassembla une armée de monstres et, avec ses subordonnés Volga et Iscerro, se mit à attaquer le château d'Hyrule.
Au cours du combat entre l'armée de la sorcière et celle d'Hyrule, Link, nouvelle recrue en formation, rejoint le champ de bataille aux côtés de la princesse Zelda et d'Impa, capitaine de la garde d'Hyrule. Découvrant qu'il porte la Triforce du Courage, il parvient à repousser l'armée de la sorcière, mais le château est pris et Zelda est portée disparue. Impa remet à Link la tenue verte, symbole du Héros légendaire, et tous deux partent à la recherche de Zelda. En chemin, ils rencontrent Sheik, un guerrier du clan sheikah qui prétend savoir où se trouve Zelda, ainsi que Lana, une sorcière du même clan que Cya. Le groupe se dirige vers la vallée de la sorcière, pour y refermer la porte des âmes, mais est pris au piège par Cya, qui vole les parties de la Triforce à Link et, à la surprise du groupe, à Sheik. Ces fragments combinés à la Triforce de la Force que Cya possède déjà, cette dernière ouvre des portails vers les mondes d'Ocarina of Time, de Twilight Princess et de Skyward Sword, où des fragments de l'âme de Ganondorf se trouvent, et y ouvre d'autres portes des âmes, afin de renforcer son armée. Le groupe se sépare afin de fermer les portes des âmes dans les trois mondes.
Impa et Sheik partent dans le monde d'Ocarina of Time, Impa a des doutes sur les intentions de Sheik mais tous deux doivent vite partir au combat sur la Montagne de la Mort. Ils affrontent Darunia, le chef des Gorons, sous l'emprise de l'armée de la sorcière et gardant captive Ruto, la princesse Zora. Une fois Darunia redevenu lui-même et Ruto libérée, ceux-ci rejoignent Impa et Sheik et tous les quatre partent vers le bord du lac Hylia, où l'armée de la sorcière s'est établie. L'armée ennemie semble être menée par Zelda, démoralisant les troupes d'Hyrule, mais le groupe dissipe l'illusion : la fausse Zelda était un déguisement du mage Iscerro. Pour dissiper tout doute sur ses intentions, Sheik révèle sa véritable identité : Zelda. La porte des âmes de ce monde est refermée.
De son côté, Lana part dans le monde de Twilight Princess, dans les plaines du Crépuscule. Lana sauve une villageoise nommée Machaon. Celle-ci propose son aide afin que Lana trouve la porte des âmes. L'armée d'Hyrule, déjà aux prises avec l'armée de Cya, rencontre ensuite l'armée de Midona. Celle-ci a été contrainte de reprendre sa forme maudite à cause d'un sort jeté par Cya et la recherche pour se venger. Un conflit entre les trois armées éclate. Lana finit par repousser l'armée de Cya et Midona se range aux côtés de l'armée d'Hyrule afin de la mener au palais du Crépuscule. Lana et Midona affrontent l'armée de Xanto, l'usurpateur du monde des ombres, ayant pris le contrôle du palais et protégeant la porte des âmes. Une fois Xanto vaincu, la porte des âmes est finalement refermée, mais une altercation avec Cya permet à Midona de remarquer des ressemblances frappantes entre les deux sorcières...
Link, pour sa part, entre dans le monde de Skyward Sword, où l'armée de Célesbourg est déjà aux prises avec l'armée de la sorcière menée par Volga. Link est guidé vers la statue de la déesse et fait la rencontre de Fay, l'esprit de l'épée. Fay se joint à Link et tous deux affrontent Volga, assisté par Ghirahim, le monarque démoniaque. Fay guide ensuite Link, l'armée d'Hyrule et des renforts de Célesbourg vers le vallon du sceau, où la porte des âmes se trouve. Au cours de l'affrontement avec l'armée de Ghirahim, des traîtres se déclarent dans l'armée d'Hyrule, et Ghirahim parvient à invoquer le Banni, pour freiner l'avancée de Link et Fay. Ghirahim est finalement vaincu et la porte des âmes de ce monde est refermée.
Le groupe se rassemble après avoir accompli leurs missions, apprend le retour de Zelda et obtient des explications au sujet de Lana : elle est la part de lumière chassée du cœur de Cya, d'où la ressemblance frappante entre les deux sorcières. Malgré les efforts du groupe, Cya a déjà rassemblé trois fragments de l'âme de du roi démon, assez pour que celui-ci prenne une forme physique et décide de se débarrasser de Cya. Corrompue, la sorcière se sépara des fragments de la Triforce volés à Link et Sheik et utilisa son propre fragment, celui de la Force, pour s'opposer à Ganondorf et le sceller.
Une fois réunis, le groupe de Link part vers le temple de l'épée sacrée récupérer l'épée de légende afin d'affronter Cya. Ceci fait, Link est contraint de faire face à une part sombre de lui-même, née de son orgueil, et comprend que la puissance de l'épée seule ne lui permettra pas de surmonter les épreuves à venir et qu'il doit pouvoir compter sur ses alliés. Le groupe part affronter Cya, fortement affaiblie, qui puise dans sa propre force vitale pour renforcer son armée, au point de perdre la raison. Cya est finalement vaincue, la porte des âmes refermée, de même que les portails vers les autres mondes. Les guerriers ayant rejoint le groupe de Link sont également renvoyés dans leurs mondes respectifs. Dans un dernier souffle, Cya laisse à Lana la Triforce de la Force.
En obtenant l'épée de légende, Link a, sans le savoir, brisé le sceau retenant le dernier fragment de l'âme de Ganondorf, permettant à ce dernier de revenir, cette fois avec sa pleine puissance. Depuis le désert Gerudo, le roi démon invoque Ghirahim et Xanto de leurs mondes respectifs, leur fait jurer allégeance, et rassemble une armée afin de reprendre les parties de la Triforce à Lana, Zelda et Link, et parvient à prendre le château d'Hyrule, qu'il refaçonne à son image.
Lana, Zelda et Link se rassemblent pour renverser la situation et partent affronter Ghirahim et Xanto. Grâce à Lana, les guerriers qui avaient soutenu le groupe pendant la bataille contre Cya reviennent de leurs mondes respectifs. Le groupe atteint le château de Ganon et parvient à vaincre le roi démon, avant que celui-ci n'utilise la Triforce pour prendre sa forme bestiale, Ganon. À l'aide des flèches de lumière de Zelda, Link parvient à vaincre Ganon, et le groupe utilise la Triforce pour le sceller de nouveau. Les guerriers reviennent dans leurs mondes respectifs, Lana reprend son rôle de veilleuse de la Triforce, le rôle de Cya au départ, tandis que Link et Zelda remettent l'épée de légende sur son socle au temple, pour s'assurer que le roi démon ne revienne plus.

### Histoire principale:The Wind Waker
Cette partie de l'histoire est la suite directe des événements décrits précédemment. Elle n'est disponible que sur les versions Nintendo 3DS et Nintendo Switch du jeu.
Alors que Lana a repris son rôle de veilleuse, elle est soudainement attaquée par une force inconnue qui lui vole sa Triforce de la Force. En même temps, un portail vers le monde de The Wind Waker est ouvert. À la demande d'Impa, Link est envoyé sur place pour enquêter et fait la rencontre de Tetra, jeune pirate, aux prises avec des monstres. Une fois ceux-ci repoussés, Tetra est enlevée par un oiseau géant, le roi Cuirasse. Link part à sa poursuite. De son côté, Lana apprend que des portes des âmes ont été ouvertes dans le désert Gerudo et décide de s'y rendre pour les refermer. Elle rencontre Tetra, amenée ici par le roi Cuirasse, puis retrouve Link. Tous trois parviennent à vaincre l'oiseau géant mais se retrouvent dans une impasse concernant la marche à suivre.
C'est alors que le roi Daphnès Nohansen Hyrule III apparaît devant eux et les dirige vers le temple de l'esprit, où ils affrontent une forme ténébreuse se faisant passer pour Cya. La véritable Cya est ramenée d'entre les morts par Lana et l'imposteur est vaincu. Cya explique qu'après avoir été vaincue, sa magie a été dérobée par le fantôme de Ganon, permettant à ce dernier de prendre la Triforce de la Force à Lana. Cya dirige le groupe vers l'antre du fantôme de Ganon pour l'affronter, afin qu'elle puisse récupérer ses pouvoirs, sans quoi elle pourrait disparaître de nouveau. Une fois le fantôme vaincu, Cya récupère ses pouvoirs et Lana redonne la Triforce de la Force à Cya. Tetra et le roi d'Hyrule sont renvoyés dans leur monde, dont le portail est ensuite refermé grâce au pouvoir de la Triforce. Lana et Cya repartent ensuite dans la vallée de la sorcière, pour veiller sur l'équilibre de la Triforce.

### Histoire secondaire: Cya, la sorcière noire
Cette partie de l'histoire reprend certains points de l'intrigue du point de vue de Cya et de son armée. D'abord disponible par contenu additionnel sur la version Wii U du jeu, elle est ensuite disponible de base sur les versions Nintendo 3DS et Nintendo Switch. Les batailles qui composent cette histoire sont liées à l'histoire principale mais ne se suivent pas immédiatement les unes après les autres.
Cya a perdu toute part de lumière en elle et se met à rassembler une armée de monstres en vue de la conquête d'Hyrule. Elle se rendit dans le volcan d'Ordinn où elle eut vent de l'existence de deux alliés potentiels : Volga et Iscerro. Non sans difficulté, Cya parvient à les soumettre, puis lance une attaque contre le château d'Hyrule, à laquelle Impa, Zelda et Link répondront ensuite.
Plus tard, après avoir ouvert les portails vers d'autres mondes, Cya soumet Xanto à sa volonté, alors que ce dernier affrontait Midona dans le palais du Crépuscule. À Célesbourg, Ghirahim se soumet de lui-même à Cya, par opportunisme, et affronte ensuite l'armée locale et Fay aux côtés de la sorcière.
Encore plus tard, Cya est en conflit avec Ganondorf. Elle est en train de sombrer dans la folie et doit déployer plus de magie pour lui tenir tête. Alors qu'elle est sur le point de perdre la raison, Cya reçoit l'aide de Lana et finit par faire fuir le roi démon. Cya sera vaincue plus tard par le groupe de Link.

### Histoire secondaire: La fille en vert
Cette partie de l'histoire suit les pas de Linkle, un personnage inédit du jeu. Elle est disponible uniquement dans les versions Nintendo 3DS et Nintendo Switch d'Hyrule Warriors. Les batailles qui composent cette histoire sont liées à l'histoire principale mais ne se suivent pas immédiatement les unes après les autres.
Linkle est une jeune éleveuse de cocottes vivant dans un village reculé, convaincue d'être l'incarnation du Héros légendaire. Elle possède une tenue verte proche de celle de Link ainsi qu'une boussole héritée de sa grand-mère, dont elle cherche à percer le secret. Apprenant que le château d'Hyrule est attaqué, Linkle décide de s'y rendre, où elle pense pouvoir accomplir sa destinée. Son sens de l'orientation laissant à désirer, Linkle se perd dans une forêt sombre et se fait voler sa boussole par le lutin malicieux Skull Kid. Lors de l'affrontement qui s'ensuit, la boussole émet une étrange lueur, déstabilisant Skull Kid et permettant à Linkle de la récupérer. Linkle jure de ne plus se séparer de sa boussole et reprend sa route vers le château d'Hyrule.
L'éleveuse se perd de nouveau et se retrouve dans les mondes ouverts par Cya. Elle y aida les différents guerriers de ces mondes contre l'armée de la sorcière qui les a envahis et perce de plus en plus le secret de sa boussole.
Ce n'est qu'après la chute de Ganon que Linkle atteint enfin le château d'Hyrule, encore en mauvais état à la suite de l'affrontement avec le roi démon. L'armée d'Hyrule et Impa, épuisées, se défendent tant bien que mal contre les restes de l'armée des monstres mais font face à un monstre géant enragé, particulièrement coriace. La boussole de Linkle exerce de nouveau son pouvoir et rend son état normal au monstre, permettant à Linkle et à l'armée d'Hyrule de le vaincre, puis de repousser les monstres. Linkle célèbre la victoire de l'armée d'Hyrule, tandis que Link et Zelda reviennent du temple de l'épée sacrée, où ils y ont replacé l'épée de légende.

## Système de jeu

### Généralités
Le jeu reprend le système de jeu beat them all de la série Dynasty Warriors de Tecmo Koei ainsi que l’univers et personnages de la série The Legend of Zelda de Nintendo. Le joueur contrôle Link et doit affronter en combat de mêlée une grande quantité d’ennemis issus de la série The Legend of Zelda. Pour cela, il peut utiliser différentes armes propre à la série, comme une épée, des bombes ou encore l’attaque tourbillon de Link. Le système de lock d’un ennemi particulier permettant de viser ses points faibles est également présent. Des objets permettant d'avoir différents bonus peuvent être obtenus en ouvrant des coffres,. Les rubis, monnaie de la série The Legend of Zelda, permettent d’augmenter le niveau d’une arme et de fabriquer des badges permettant d’améliorer les compétences des personnages sur le champ de bataille,.
En plus de Link, plusieurs personnages jouables sont disponibles. Lors de l’E3 2014, la princesse Zelda, dans un design entre Twilight Princess et Skyward Sword, Impa de Skyward Sword et Midona de Twilight Princess sont annoncés jouables. Machaon, la princesse des insectes autoproclamée de Twilight Princess, et un nouveau personnage, la sorcière Lana, sont aussi introduits en juin 2014. Fay de Skyward Sword est annoncée en juillet 2014, tout comme Sheik, Darunia et la princesse Ruto provenant d’Ocarina of Time. En août 2014, Ganondorf, Xanto et Ghirahim sont annoncés jouables lors d’un Nintendo Direct consacré au jeu,.
Le jeu dispose d’un mode deux joueurs dans lequel un joueur utilise l’écran du GamePad et l’autre joueur l’écran de la télévision. Un mode coopératif est présent mais est uniquement jouable en mode local. Les figurines amiibo sont compatibles avec le jeu après une mise à jour, celle de Link permettant de débloquer une arme inédite, l'aérouage, et les autres divers matériaux ou armes classiques.

### Personnages jouables
Le jeu met en avant 31 personnages au total. Cela comprend des personnages apparus dans la plupart des jeux de la série, ainsi que des personnages inédits. La disponibilité de certains d'entre eux dépend de la version du jeu : un personnage inclus de base dans une version n'est parfois disponible que par contenu additionnel sur d'autres versions, voire tout simplement absent. Le tableau suivant liste les différents personnages jouables du jeu et leur disponibilité selon les versions :
| Personnage             | Jeu d'origine        | Disponibilité | Disponibilité | Disponibilité  |                      | Personnage            | Jeu d'origine | Disponibilité | Disponibilité  | Disponibilité |
| ---------------------- | -------------------- | ------------- | ------------- | -------------- | -------------------- | --------------------- | ------------- | ------------- | -------------- | ------------- |
| Personnage             | Jeu d'origine        | HW (Wii U)    | HWL (3DS)     | HW:DE (Switch) | HW (Wii U)           | Personnage            | Jeu d'origine | HWL (3DS)     | HW:DE (Switch) |               |
| Link                   | Personnage récurrent | Oui           | Oui           | Oui            | Midona (vraie forme) | Twilight Princess     | Oui           | Oui           | Oui            |               |
| Impa                   | Personnage récurrent | Oui           | Oui           | Oui            | Link enfant          | Majora's Mask         | Oui           | Oui           | Oui            |               |
| Sheik                  | Ocarina of Time      | Oui           | Oui           | Oui            | Tingle               | Majora's Mask         | Oui           | Oui           | Oui            |               |
| Lana                   | Personnage inédit    | Oui           | Oui           | Oui            | Linkle               | Personnage inédit     | Oui           | Oui           | Oui            |               |
| Zelda                  | Personnage récurrent | Oui           | Oui           | Oui            | Skull Kid            | Majora's Mask         | Oui           | Oui           | Oui            |               |
| Ganondorf              | Personnage récurrent | Oui           | Oui           | Oui            | Link Cartoon         | The Wind Waker        | Oui           | Oui           | Oui            |               |
| Darunia                | Ocarina of Time      | Oui           | Oui           | Oui            | Tetra                | The Wind Waker        | Oui           | Oui           | Oui            |               |
| Ruto                   | Ocarina of Time      | Oui           | Oui           | Oui            | Roi d'Hyrule         | The Wind Waker        | Oui           | Oui           | Oui            |               |
| Machaon                | Twilight Princess    | Oui           | Oui           | Oui            | Médolie              | The Wind Waker        | Oui           | Oui           | Oui            |               |
| Midona (forme maudite) | Twilight Princess    | Oui           | Oui           | Oui            | Marine               | Link's Awakening      | Oui           | Oui           | Oui            |               |
| Xanto                  | Twilight Princess    | Oui           | Oui           | Oui            | Zelda Cartoon        | The Wind Waker        | Oui           | Oui           | Oui            |               |
| Fay                    | Skyward Sword        | Oui           | Oui           | Oui            | Lavio                | A Link Between Worlds | Oui           | Oui           | Oui            |               |
| Ghirahim               | Skyward Sword        | Oui           | Oui           | Oui            | Yuga                 | A Link Between Worlds | Oui           | Oui           | Oui            |               |
| Cya                    | Personnage inédit    | Oui           | Oui           | Oui            | Ganon                | Personnage récurrent  | Oui           | Non           | Oui            |               |
| Iscerro                | Personnage inédit    | Oui           | Oui           | Oui            | Cocotte              | Personnage récurrent  | Oui           | Non           | Oui            |               |
| Volga                  | Personnage inédit    | Oui           | Oui           | Oui            |                      |                       |               |               |                |               |

Remarque : Ganon et la Cocotte ne sont jouables que dans le mode défi, présent dans les versions Wii U (par DLC) et Nintendo Switch (inclus de base) du jeu. Ce mode est absent de la version Nintendo 3DS.
Remarque : Un code de téléchargement pour Linkle, Skull Kid, Link Cartoon, Tetra et le Roi d'Hyrule sur Wii U est offert avec l'achat de la version Nintendo 3DS du jeu.
|     | Signification                                                   |
| --- | --------------------------------------------------------------- |
| Oui | Personnage disponible immédiatement ou à débloquer dans le jeu. |
| Oui | Personnage ajouté par mise à jour gratuite.                     |
| Oui | Personnage ajouté par contenu additionnel.                      |
| Non | Personnage absent.                                              |

### Modes de jeu
Le jeu comprend quatre modes de jeu principaux (trois sur la version Nintendo 3DS).
Le premier, le mode légende, permet au joueur de suivre l'histoire principale d'Hyrule Warriors. Le second, le mode libre, lui permet de rejouer n'importe quelle bataille déjà terminée du mode légende avec les personnages de son choix.
Le troisième, le mode aventure, est une partie très riche du jeu où le joueur peut participer à de nombreuses batailles, renforcer ses personnages et en débloquer de nouveaux. Ce mode se présente sous la forme de cartes inspirées des mondes des précédents jeux The Legend of Zelda, découpées en cases. Chaque case correspond à une bataille qui, une fois terminée, permet d'accéder aux cases voisines, et ainsi de suite jusqu'à accomplir l'objectif principal de la carte. Le joueur peut parfois obtenir des objets (bombes, flèches, grappins, etc.) qu'il peut utiliser sur des éléments de décor de la carte, et ainsi débloquer des récompenses supplémentaires pour les batailles. De nombreuses cartes ont été ajoutées par contenu additionnel, puis aux versions remaniées d'Hyrule Warriors.
| Carte                        | Disponibilité | Disponibilité | Disponibilité  | Description |
| ---------------------------- | ------------- | ------------- | -------------- | --- |
| Carte                        | HW (Wii U)    | HWL (3DS)     | HW:DE (Switch) | Description |
| Cartes à explorer            | Oui           | Oui           | Oui            | Carte inspirée du premier jeu The Legend of Zelda. Le joueur doit partir à la recherche de Ganon et le vaincre pour ramener la paix en Hyrule. |
| Cartes des mers              | Non           | Oui           | Oui            | Carte inspirée de The Wind Waker. Le joueur doit rechercher l'ancien royaume d'Hyrule, englouti sous les eaux, et y vaincre Ganon. |
| Cartes Master Quest          | Oui           | Oui           | Oui            | Version alternative des cartes à explorer. Toutes les batailles comprennent une restriction, comme une limite de temps plus stricte, l'impossibilité d'utiliser des objets en combat, etc. |
| Cartes du crépuscule         | Oui           | Oui           | Oui            | Carte inspirée de Twilight Princess. Le joueur doit vaincre Ganon au château d'Hyrule et dissiper le Crépuscule qui a envahi le royaume. La carte comprend des portails, permettant au joueur de voyager sur de grandes distances. Les cases envahies par le Crépuscule empêchent le joueur de localiser ses ennemis lors des batailles. |
| Cartes de Termina            | Oui           | Oui           | Oui            | Carte inspirée de Majora's Mask. La Lune menace de s'écraser sur Termina et le joueur doit libérer les 4 géants situés dans les 4 temples de la région avant la catastrophe. La Lune s'écrase au bout de 72 batailles. Si cela arrive, la progression du joueur sur cette carte est réinitialisée.                                       |
| Cartes des mers occultes     | Non           | Oui           | Oui            | Version alternative des cartes des mers, cette fois sous l'influence maléfique de Ganon. Tout comme dans les cartes Master Quest, des restrictions s'appliquent à toutes les batailles de la carte. |
| Cartes de Cocolint           | Non           | Oui           | Oui            | Carte inspirée de Link's Awakening. Le joueur doit sauver l'œuf sacré du Cauchemar, à l'aide des instruments des Sirènes disséminés sur la carte. |
| Cartes de la grande aventure | Non           | Oui           | Oui            | Cette carte se divise en deux moitiés, l'une inspirée de Phantom Hourglass, l'autre de Spirit Tracks. Le joueur peut progresser sur les deux parties de manière indépendante. |
| Cartes de Lorule             | Non           | Oui           | Oui            | Carte inspirée de A Link Between Worlds, divisée en deux moitiés correspondant aux royaumes d'Hyrule et de Lorule. Des failles disséminées un peu partout permettent au joueur de passer d'un monde à l'autre. |

Enfin, le quatrième mode, le mode défi, exclusif aux versions Wii U et Nintendo Switch, comprend des batailles particulièrement difficiles, mettant le joueur à rude épreuve. Cela inclut les batailles dédiées à Ganon et à la cocotte.
Le jeu comprend également des modes secondaires où le joueur peut gérer ses personnages et leurs armes, les fées obtenues (sur Nintendo 3DS et Nintendo Switch uniquement), ou encore consulter les informations générales sur le jeu (personnages, musiques, médailles, tutoriels) ou modifier les paramètres.

## Développement

Logo japonais.

Le jeu est annoncé le 18 décembre 2013 dans un Nintendo Direct sous le titre provisoire de Hyrule Warriors,. Une collaboration entre Nintendo et Tecmo Koei Holdings, qui s’occupe de la série de jeux Dynasty Warriors, est également annoncée,. Les studios Team Ninja, et Omega Force développent le jeu. Satoru Iwata, président de Nintendo, mentionne que le titre n’est pas la suite de la série principale mais un jeu dérivé. Le développement du jeu est supervisé par Eiji Aonuma, producteur de la série The Legend of Zelda.
Pour présenter leur jeu à Nintendo et Eiji Aonuma, Hisashi Koinuma et Yosuke Hayashi de Tecmo Koei prennent l’exemple du cross-over One Piece: Pirate Warriors pour montrer à quoi pourrait ressembler la collaboration avec The Legend Of Zelda. En plus de trouver l’idée intéressante, Eiji Aonuma l'a soutenue car elle permet d’appuyer son projet de briser les codes et repenser les conventions de la série The Legend of Zelda,. Lors de la phase de préproduction, Yosuke Hayashi et Nintendo voulait faire un jeu plus proche de The Legend of Zelda que de Dynasty Warriors. C'est finalement Shigeru Miyamoto qui a décidé de faire l'inverse, à savoir d'incorporer des éléments de la série Zelda dans Dynasty Warriors,.
En mai 2014, Yôichi Erikawa, président de Koei Tecmo, espère que les fans des deux séries vont acheter le jeu pour vendre au moins un million de copies. Lors de la 20e cérémonie de l’E3, une nouvelle bande-annonce présentant plus en détail le système de jeu est dévoilée.
Koei Tecmo annonce la fin du développement du jeu le 26 juillet 2014. Le jeu est commercialisé le 14 août 2014 au Japon, le 19 septembre 2014 en Europe et le 26 septembre 2014 en Amérique du Nord. Deux éditions collectors sont sortis au Japon, comportant notamment des costumes des épisodes Ocarina of Time, Twilight Princess et Skyward Sword,. En Europe, une édition collector contenant une écharpe est commercialisée.

### Contenus téléchargeables
Koei Tecmo planifie de sortir plusieurs DLC et mises à jour et de répondre aux retours des joueurs en corrigeant les bugs du jeu,. La première mise à jour déployée le 1er septembre 2014 comporte une correction de bugs et l'ajout d'un mode Challenge. Cette mise à jour est disponible lors du lancement du jeu en Europe et Amérique du Nord. Un second contenu téléchargeable gratuit disponible le 16 octobre 2014 donne la possibilité de jouer avec les ennemis Cya, Volga et Iscerro.
Quatre contenus téléchargeables payants sortent entre octobre 2014 et février 2015, ajoutant de nouveaux personnages, nouvelles armes, nouveaux costumes ou encore nouvelles missions et cartes. Le premier, Master Quest, est disponible à partir du 16 octobre 2014 et propose cinq nouvelles missions dans le mode Légende et une nouvelle carte dans le mode Aventure. Le deuxième, Twilight Princess, est disponible à partir du 27 novembre 2014 et inclut notamment le personnage de Midona sous sa véritable apparence, de nouveaux costumes et une nouvelle carte pour le mode Aventure. Le troisième, Majora's Mask, est disponible à partir du 29 janvier 2015 et inclut les personnages de Link enfant et Tingle. Le quatrième et dernier, Boss Pack, est disponible à partir du 26 février 2015 et inclut un mode Boss Challenge permettant d'affronter différents monstres en série ainsi qu'un mode permettant d'incarner Ganon.
En mars 2016, à l'occasion de la sortie du jeu Hyrule Warriors Legends sur Nintendo 3DS, Nintendo annonce la sortie de quatre nouveaux DLC pour le jeu, le premier étant proposé uniquement sur Nintendo 3DS.

### Hyrule Warriors Legends

Logo dHyrule Warriors Legends.

Une version remaniée du jeu pour la Nintendo 3DS est officiellement dévoilée en juin 2015 lors de l'E3 2015. Cette version est conçue pour offrir aux joueurs une version portable du jeu. Intitulée Hyrule Warriors Legends, elle comprend le jeu sorti sur Wii U avec tous les DLC, ainsi que de nouveaux personnages dont Tetra, le Roi d'Hyrule et Link Cartoon provenant de The Wind Waker,, ainsi que de nouveaux ennemis et objets provenant de Phantom Hourglass et Spirit Tracks. Il est possible de transférer les contenus exclusifs à la version 3DS sur Wii U.

### Hyrule Warriors: Definitive Edition

Logo de Hyrule Warriors: Definitive Edition.

Une autre version remaniée sur Nintendo Switch a été révélée au cours du Nintendo Direct Mini diffusé le 11 janvier 2018. Elle inclut toutes les missions et tous les personnages apparus dans les versions Wii U et Nintendo 3DS, y compris les contenus additionnels. Cette version inclut également deux costumes pour Link et Zelda, basés sur The Legend of Zelda: Breath of the Wild. Cette version est sortie le 22 mars 2018 au Japon et le 18 mai 2018 dans le reste du monde.

## Accueil

### Ventes
Lors de sa première semaine de commercialisation, le jeu s’écoule à 69 090 exemplaires, soit seulement 57 % du tirage initial. En janvier 2015, le jeu dépasse la barre du million d'exemplaires vendus.